# کانگ کوم-سونگ
کانگ کوم-سونگ (به کره‌ای: 강금성؛ زادهٔ ۱ مارس ۱۹۹۸) یک کشتی‌گیر اهل کره شمالی است.
از افتخارات وی می‌توان به کسب مدال نقره بازی‌های آسیایی ۲۰۱۸ اشاره کرد.